# Serratiflustra serrulata
Serratiflustra serrulata is een mosdiertjessoort uit de familie van de Flustridae. De wetenschappelijke naam van de soort is voor het eerst geldig gepubliceerd in 1880 door Busk.